# 観音寺 (豊岡市)
観音寺（かんのんじ）は、兵庫県豊岡市にある天台宗の仏教寺院。山号は信貴山（しきさん）で、信貴山 観音寺と号する。本尊は十一面観世音菩薩。北兵庫屈指の古刹で、近衛天皇の勅願所。

## 歴史
行基が、天平21年（749年）に但馬国を訪れて霊場を開き、この場所に十一面観世音菩薩の安置堂を建立し国家鎮守・郷土豊楽を祈願したことに始まる寺院。所在地は観音寺川の北側、観音寺山（鶴ヶ峰）の山腹南東側にあり、かつては「観音寺村」と呼ばれた地域。村名、山名、川名ともにこの寺院があったことに由来して命名されており1,300年近くの歴史を有する北兵庫屈指の古刹である。
その後、寛仁元年（1017年）、時運の流れによる衰微を惜しんだ恵心僧都（942年-1017年）が中興し、最盛期は、一山九坊の伽藍を備え、久安年間（1145年-1151年）には、近衛天皇の勅願所となり格式を備えた。
南北朝時代・至徳年間（1384年-1387年）に、城崎温泉寺の清禅和尚よって但馬西国第五番札所に定められた。
天正年間（1573年-1592年）に、豊臣秀吉の但馬侵攻で兵火に遭い伽藍が焼失。その後、再建されて今日に至っている。本尊は行基作と伝えられる十一面観世音菩薩で、本堂、庫裏、鐘楼、仁王門を備えている。
戦災や火事の被害にも度々遭いながらも、周囲の崇敬を得て再興され寺歴を継いできた。現在の住職は山本良年法印で、観音寺を再中興した大僧都大阿闍梨豪賢法印から数えて第20世にあたる。

## 中興祖・恵心僧都

### 千年遠忌
観音寺の中興祖である恵心僧都（源信）は、平安時代中期の天台宗の僧であるが、日本の浄土教の祖と称され、法然や親鸞に大きな影響を与えた。特に浄土真宗では七高僧の第六祖とされる。そのため、恵心僧都の千年遠忌（2016年）に当たり、天台宗・浄土宗・西本願寺が宗派の枠を超えて合同で、延暦寺（天台宗総本山）に会し大法要が営まれることになった。また、千年遠忌を無事に迎えたのに合わせ、2017年2月には天台宗総本山・延暦寺の座主を導師に浄土宗総本山・知恩院と浄土真宗本願寺派本山・西本願寺において法要が営まれることとなった（天台宗最高位の座主が両寺で法要を営むのは史上初）。

## 所蔵品
- 近衛天皇御位牌
- 仏像『十一面観世音菩薩』- 伝行基作
- 仏画『十六善神』- 伝 近衛天皇御下賜品
- 仏画『涅槃仏像』- 伝 近衛天皇御下賜品
- 仏画『両界曼荼羅』

## 境内
- 本堂
- 観音堂（宝楼閣）- 宝形造、懸造、銅板葺（寛文12年（1672年）豪運法印が再建）
- 庫裏（客殿）
- 鐘楼
- 駐車場：境内に若干あり。無料。
- 仁王門（室町時代中期） - 兵庫県指定文化財

### 北兵庫最古の現存木造仁王門
仁王門は、室町時代中期に建てられた。寄棟造、桟瓦葺、南に面する三間一戸づくりの一重門で、前面両脇にやや高めの板張りの床がある様式で、内陣には左右に阿形と吽形の金剛力士像を安置している。細部は和様を基調として唐様を混用した形式で、全体としては構造、意匠ともに豪奢を避け、朴訥な古様である。蟇股や蓑束の部分は室町時代の特徴を知ることができる。
この仁王門は、山腹に建つ寺院の本堂よりやや離れた場所、山門登り口にあり幸いにも兵火を免れたため、現在は北兵庫最古の現存木造仁王門として、兵庫県の重要文化財に指定されている。

## 行事
- 1月1日 - 元旦法会
- 2月15日 - 涅槃会
- 8月16日 - 盂蘭盆会施餓鬼供養
- 10月18日 - 観音祭大般若会
- 12月第一日曜日 - 天台大師会祖師講

## 交通アクセス
鉄道
- JR山陰本線・江原駅より全但バス栗山行（観音寺下車徒歩5分）

道路
- 一般道：
- 高速道路：

## 但馬三十三観音霊場
前後の札所
- 第一番・進美寺 - 兵庫県豊岡市日高町赤碕
- 第二番・総持寺 - 兵庫県豊岡市出石町宮内
- 第三番・金剛寺 - 兵庫県豊岡市金剛寺
- 第四番・比曽寺 - 兵庫県豊岡市日高町頃垣
- 第五番・観音寺 - 兵庫県豊岡市日高町観音寺
- 第六番・明禅寺 - 兵庫県豊岡市日高町森山
- 第七番・満福寺 - 兵庫県養父市十二所

## 主な住職
- 行基菩薩（開基）
- 恵心僧都（中興）
- 豪賢法印（再中興）
- 山本良仙（第16世・観音寺住職）
- 山本良航（第17世・観音寺住職）

## 周辺
- 養父神社
- 名草神社
- 進美寺
- 満福寺